# Ramponneau
Pour les articles homonymes, voir Ramponneau (homonymie).

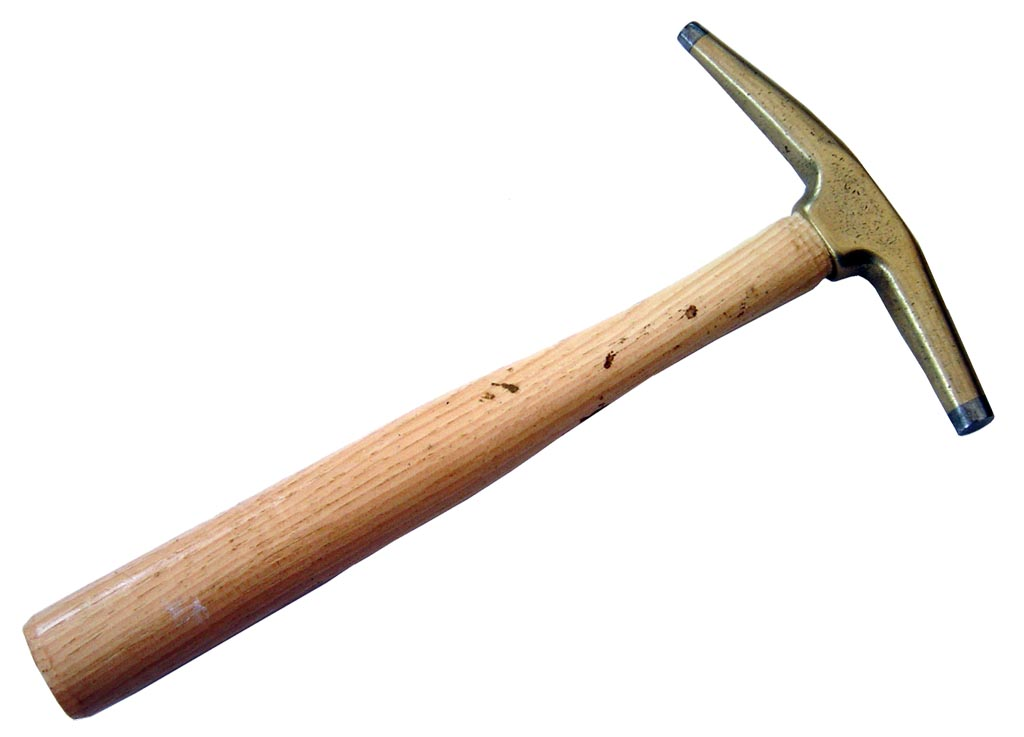
Marteau de tapissier garnisseur à pointe aimantée.

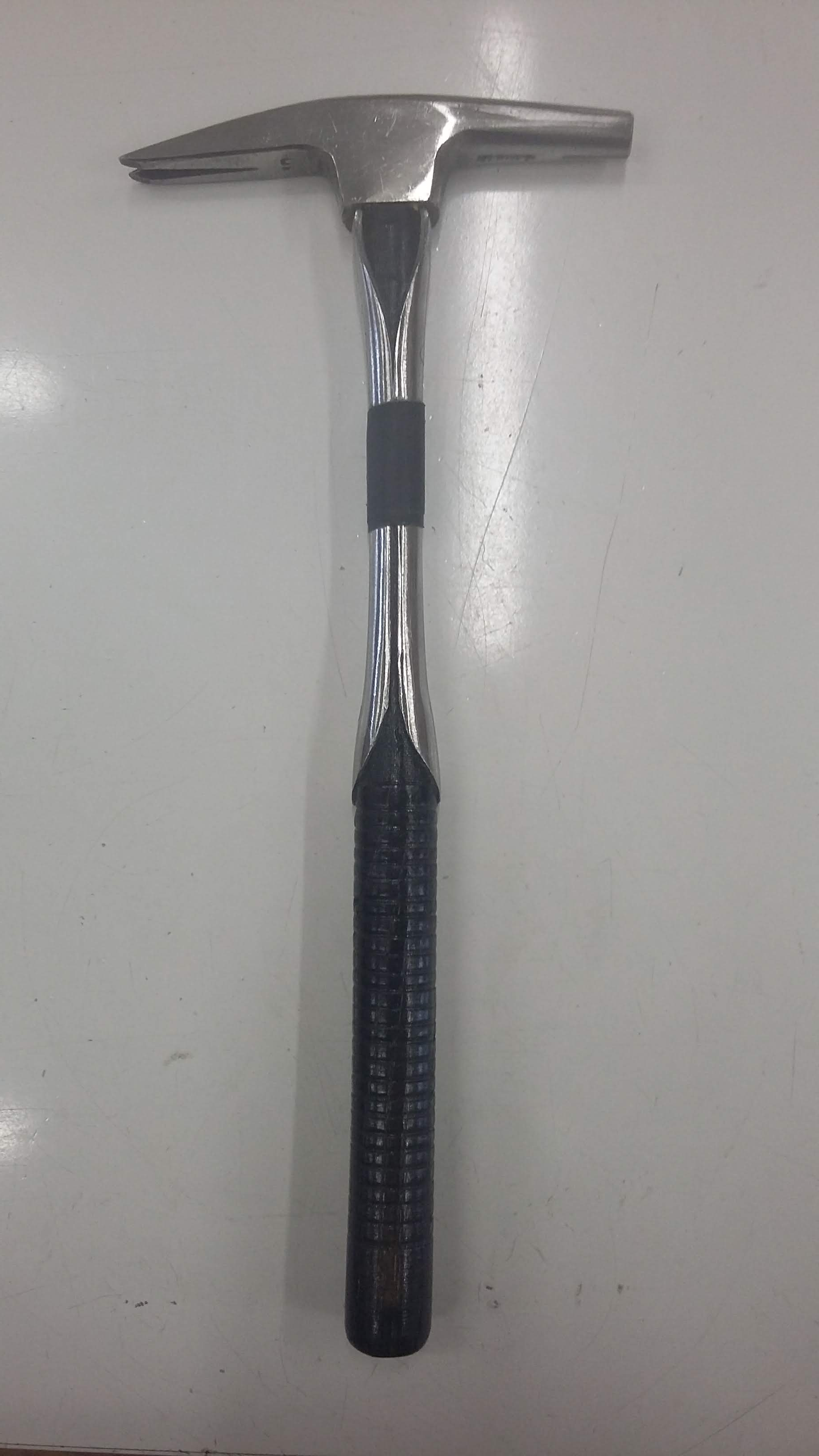
Ramponneau de tapissier garniseur - Mobilier national.

Le ramponneau est un marteau de tapissier à manche en bois dont le fer comporte deux parties utiles de forme allongée et étroite, adaptée aux clous à enfoncer. Souvent la tête est recouverte de cuivre, afin de ne pas bosseler la fragile tête des clous de tapissier (clous à garnir) et des semences.
Il existe plusieurs types de ramponneau : 
- le ramponneau à pied de biche ;
- le ramponneau à bout aimanté ;
- le ramponneau à bout en plastique ou en résine, utilisé pour les clous décoratifs.

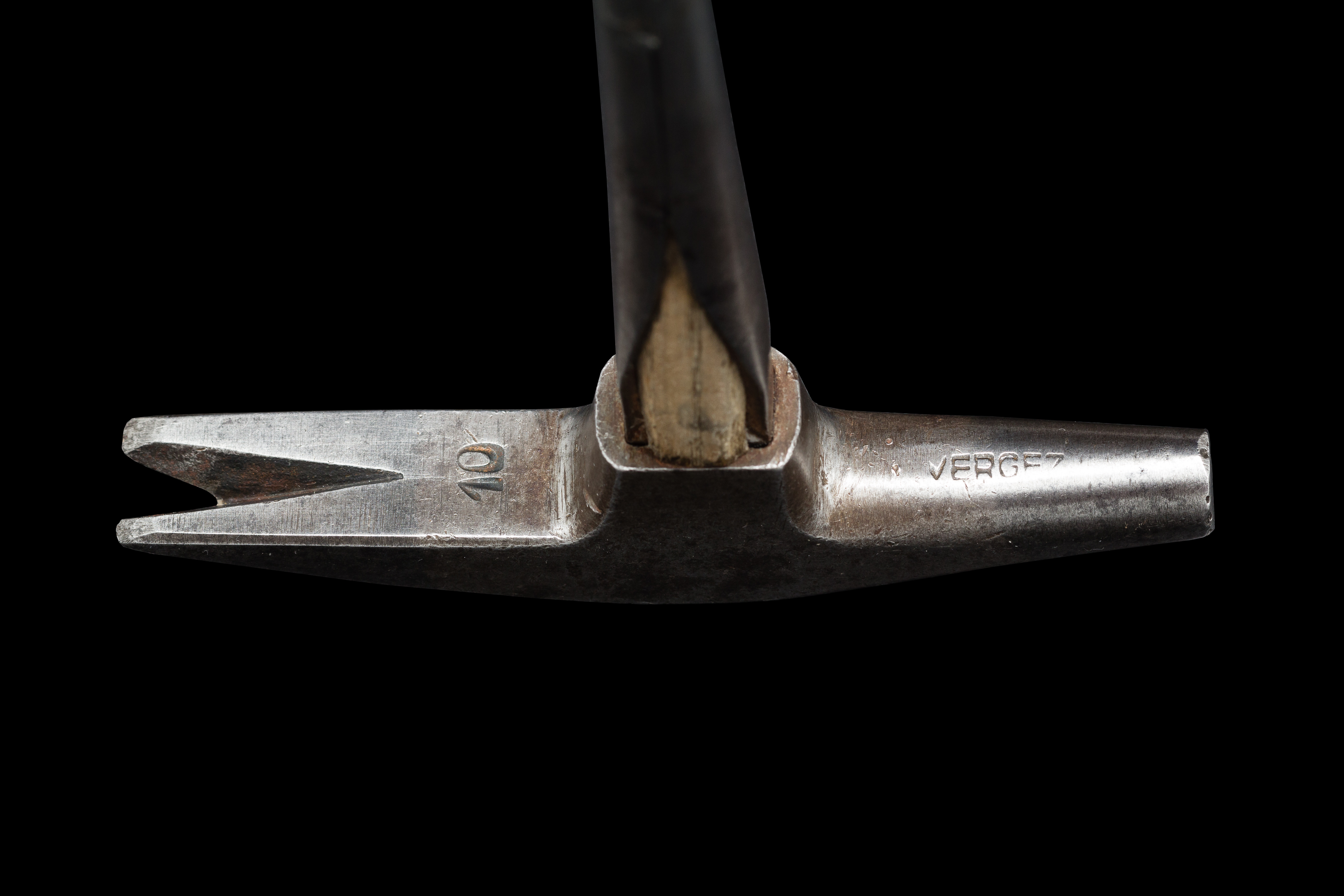
Tête de ramponneau à pied de biche.